# Movimento per il Cambiamento Democratico (2005)
Il Movimento per il Cambiamento Democratico (in inglese: Movement for Democratic Change) fu un partito politico dello Zimbabwe di orientamento socialdemocratico; fondato nel 2005 da Welshman Ncube in seguito ad una scissione dal Movimento per il Cambiamento Democratico, riconfluì in tale formazione nel 2018.

## Storia
Il partito fu fondato nel 2005 da Welshman Ncube, fuoriuscito dal Movimento per il Cambiamento Democratico guidato da Morgan Tsvangirai.
In occasione delle elezioni presidenziali del 2013 Ncube ottenne il 3% dei voti, contro il 61% di Robert Mugabe e il 35% dello stesso Tsvangirai.
La frattura tra le due formazioni si ricompose in vista delle elezioni generali del 2018, quando i due soggetti politici dettero vita, con altre forze minori, all'«Alleanza del Movimento per il Cambiamento Democratico» (Movement for Democratic Change Alliance), sostenendo per le presidenziali la candidatura di Nelson Chamisa, succeduto a Tsvangirai alla guida del partito. Le elezioni videro la sconfitta di Chamisa, che ottenne il 45,07% dei voti a fronte del 51,44% di Emmerson Mnangagwa, espressione di ZANU; la coalizione giunse al secondo posto anche alle parlamentari, fermandosi al 34,34%.
Di lì a poco, il partito di Ncube confluì definitivamente nella formazione di Chamisa.

## Risultati elettorali
| Elezione          | Voti    | %    | Seggi   |
| ----------------- | ------- | ---- | ------- |
| Parlamentari 2008 | 206.807 | 8,59 | 12 / 93 |
| Parlamentari 2013 | 159.274 | 4,70 | 0 / 210 |